# 白玛群觉
白玛群觉（藏語：པདྨ་ཆོས་འབྱོར་，威利转写：pad+ma chos 'byor，1945年—），西藏流亡政府宗教与文化部噶伦。
白玛群觉于1945年出生于甘孜。1959年藏区骚乱期间流亡印度。1964年至1984年间，他任教于昌迪加尔的旁遮普大学。期间，他还成立了昌迪加尔地方西藏青年会。1974年，当选西藏青年大会理事。1992年起，白玛群觉先后当选第十一、十二届西藏流亡议会议员。1997年到2001年间，曾任流亡政府第十一届噶厦安全部噶伦。后前往美国居住。2011年起，出任第十四届噶厦宗教与文化部噶伦。